# عبد الله حسين عبد الله البشيري
عبد الله حسين عبد الله البشيري برلماني يمني، عضو في مجلس النواب، عن الدورة البرلمانية 2003-2009 والكتلة البرلمانية لنواب حزب المؤتمر الشعبي العام عن الدائرة الانتخابية رقم (9) بأمانة العاصمة صنعاء 
باتفاق سياسي، مُدّدت فترة المجلس لمدة عامين ومُدّدت لمدة عامين آخرين حتى 2013 حسب اتفاق المبادرة الخليجية .